# Vârful Jepii Mari, Munții Bucegi
Vârful Jepii Mari este un vârf muntos din Munții Bucegi, cu altitudinea de 2.071 m